# ニコラス・トマス・ライト

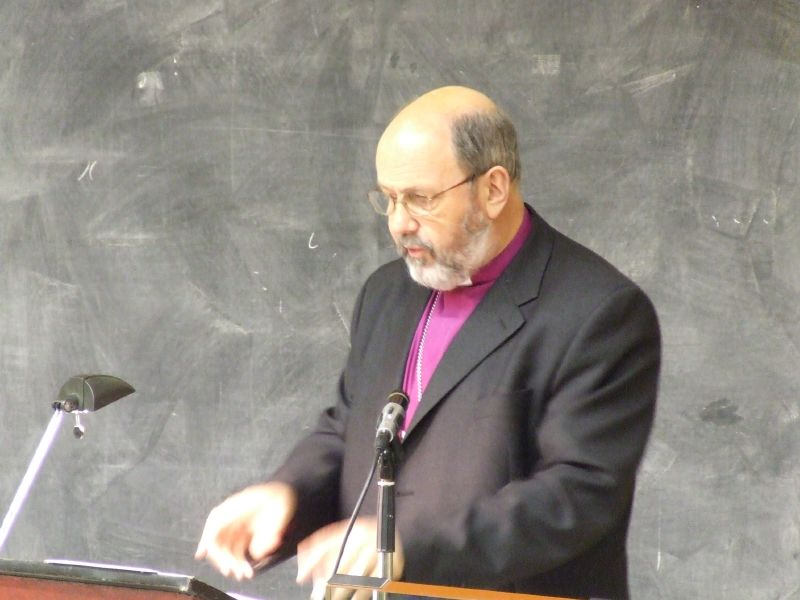
N・T・ライト

N・T・ライト（N. T. Wright、1948年12月1日 - ）は、イギリスの聖書学者である。「史的イエス第三の探求」(The Third Quest of the Historical Jesus)、及び「パウロ神学への新しい視点」(New Perspective on Paul)等の研究で知られている。極めて多産な神学者、聖書学者であるが、主要作品群は、学術色の強い、現在も執筆が続けられているキリスト教の起源を巡る研究作品シリーズ（Christian Origins and the Question of God）、より広い読者層向けに書かれた三部作（Simply Christian、Surprised by Hope、Virtue Reborn）、また新約聖書の平易な注解書シリーズ（For Everyoneシリーズ）等である。 母国イギリスのみならず、アメリカ合衆国でもその名声はつとに知られており、英語圏では屈指の新約聖書学者である。なお、イギリス国教会の第四位の高位であるダラムのビショップの任にあったが、2010年8月をもって退位、同年9月よりスコットランドのセント・アンドルーズ大学で教鞭をとる。2019年より、オックスフォード大学のウィクリフ・ホールのシニア・リサーチ・フェローに就任した。

## 経歴
1968年より1971年まで、オックスフォード大学のエクセター・カレッジで古典学を学び、一級優等学位(BA with First Class Honours)を取得、更に1973年に神学にて再び一級優等学位(BA with First Class Honours)を取得した。また、1975年には同大学ウィクリフ・ホールより修士号(MA)を授与され、1981年には同大学マートン・カレッジにて博士号(D Phi)を授与されている。1975年より、マートン・カレッジのジュニア・リサーチ・フェローとして研究者としてのキャリアをスタートした。ケンブリッジ大学、マギル大学、オックスフォード大学で教鞭をとった後、2003年よりイギリス国教会のダラムのビショップの地位にある。また、エルサレムのヘブライ大学、ハーバード大学、ローマのグレゴリアン大学の客員教授でもある。

## 著作群

### 日本語訳
・『ティンデル聖書注解 コロサイ人への手紙、ピレモンへの手紙』いのちのことば社、2008年
・『クリスチャンであるとは』あめんどう、2015年
・『新約聖書と神の民（上・下）』新教出版社、2015年・2018年
・『使徒パウロは何を語ったのか』いのちのことば社、2017年
・『シンプリー・ジーザス』あめんどう、2017年
・『悪と神の正義』教文館、2018年
・『驚くべき希望』あめんどう、2018年
・『イエスの挑戦』いのちのことば社、2018年
・『シンプリー・グッド・ニュース』あめんどう、2020年
・『神とパンデミック』あめんどう、2020年

### 未邦訳の主著
・Jesus and the Victory of God, Fortress, 1996
・The Resurrection of the Son of God, Fortress, 2003
・Paul and the Faithfulness of God, Fortress, 2013